# 萌生

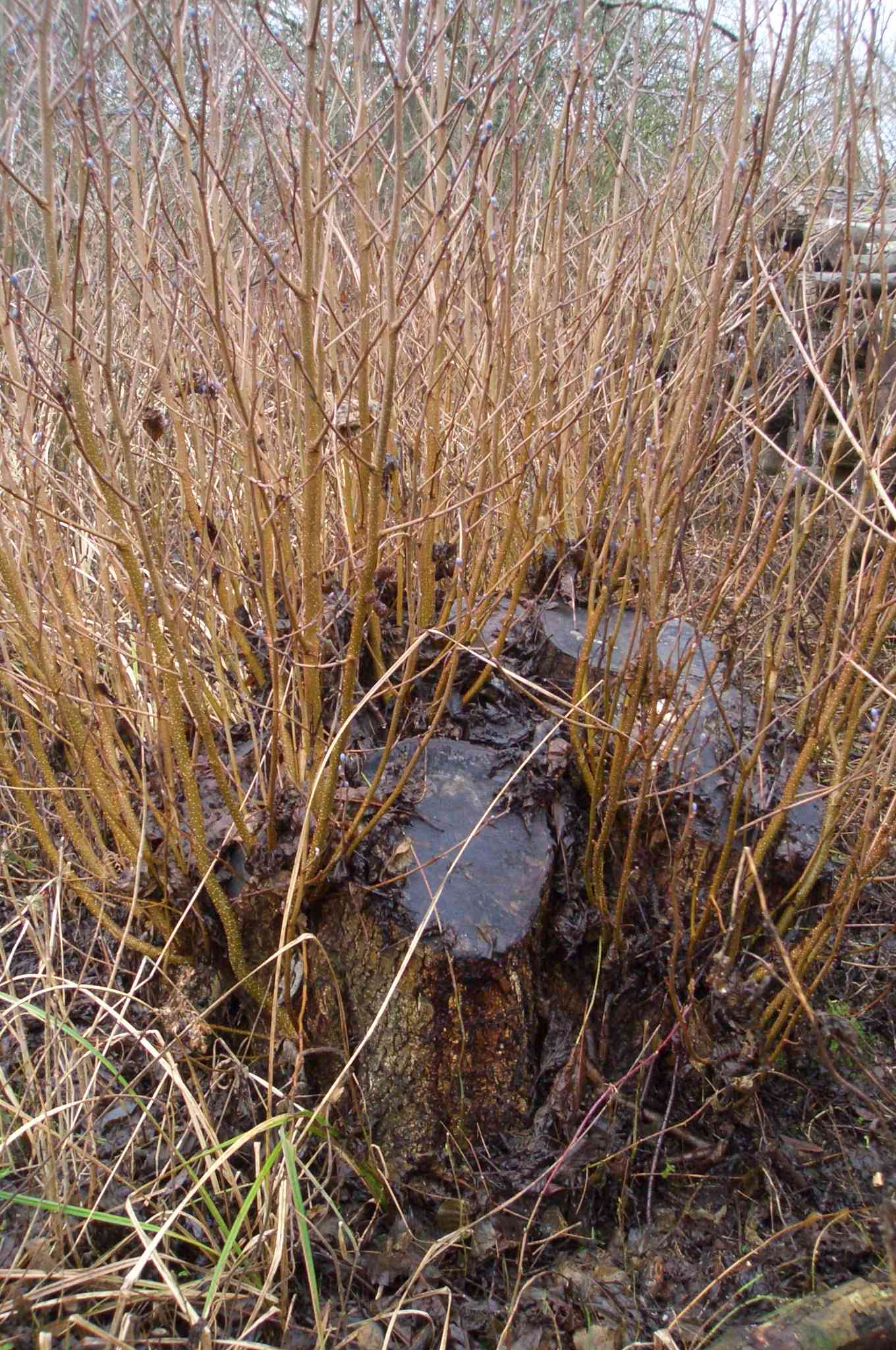
从被砍伐的赤杨根部萌生出的多个枝苗

萌生是植物适应环境干扰的一种更新策略。一些植物从被火烧、干旱或被砍伐的根部、树干基部的木质瘤等产生新的枝苗，从而形成多茎干植株。这也是森林管理的一种传统方式。萌生出的茎干数量常作为萌生能力的表征指标。